# Regentenstraße 113 (Mönchengladbach)

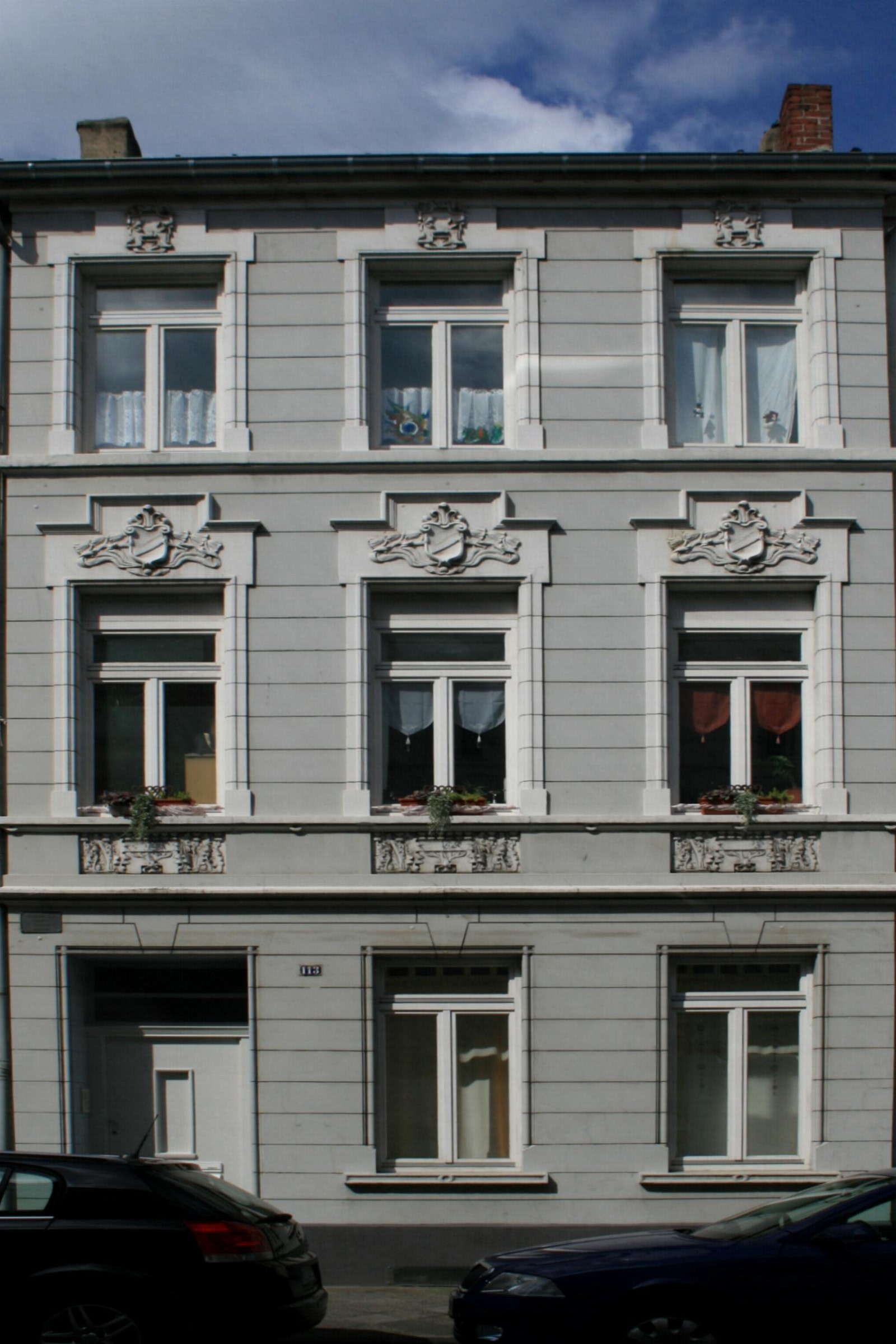
Wohnhaus (2010)

Das Wohnhaus Regentenstraße 113 steht im Stadtteil Eicken in Mönchengladbach (Nordrhein-Westfalen).
Das Gebäude wurde um die Jahrhundertwende erbaut. Es wurde unter Nr. R 019 am 14. Oktober 1986 in die Denkmalliste der Stadt Mönchengladbach eingetragen.

## Lage
Das Wohnhaus Nr. 113 steht auf der Nordseite der Regentenstraße im Stadtteil Eicken innerhalb einer insgesamt gut erhaltenen Baugruppe gelegen.

## Architektur
Bei dem Objekt handelt es sich um ein dreigeschossiges Wohnhaus mit einem flachgeneigten Satteldach, das um die Jahrhundertwende errichtet wurde. Das Haus ist in Anbetracht seines typischen Erscheinungsbildes und aus stilistischen Erwägungen schützenswert.